# ماسامي ناكانو
ماسامي ناكانو (باليابانية: 中野 雅臣) (مواليد 9 أبريل 1996)، هو لاعب كرة قدم ياباني سابق كان يلعب كلاعب وسط.

## وصلات خارجية
- ماسامي ناكانو على موقع الاتحاد الدولي (مؤرشف)  (الإنجليزية)
- ماسامي ناكانو على موقع رابطة كرة القدم اليابانية للمحترفين (اليابانية)
- ماسامي ناكانو على موقع قاعدة بيانات كرة القدم.إي يو (الإنجليزية)
- ماسامي ناكانو على موقع Soccerway.com (الإنجليزية)
- ماسامي ناكانو على موقع عالم كرة القدم.نت (الإنجليزية)